# Taco (chanteur)
 (juin 2023).
Si vous disposez d'ouvrages ou d'articles de référence ou si vous connaissez des sites web de qualité traitant du thème abordé ici, merci de compléter l'article en donnant les références utiles à sa vérifiabilité et en les liant à la section « Notes et références ».
Pour l’article homonyme, voir Taco.
Taco Ockerse (né le 21 juillet 1955 à Jakarta) est un chanteur néerlandais.

## Biographie
Taco Ockerse a des parents néerlandais et grandit aux Pays-Bas, aux États-Unis, à Singapour, au Luxembourg, en Allemagne et en Belgique, où il est diplômé de l'école à Bruxelles en 1973. Il étudie l'architecture d'intérieur et est diplômé de l'école d'art dramatique de Hambourg.

## Carrière
En 1975, Taco devient membre de l'ensemble du Théâtre Thalia (Hambourg). En 1979, il joue Chino dans West Side Story de Leonard Bernstein sous John Neumeier. Fin 1979, il fonde son propre groupe sous le nom de Taco’s Bizz et part en tournée. En 1981, il a son premier contrat de disque avec Polydor et participe à l'épreuve pour représenter l'Allemagne au Concours Eurovision de la chanson 1981 avec le titre Träume brauchen Zeit, où il prend la 12e place.
En septembre 1982, Taco passe chez RCA Records et enregistre le single Puttin' On the Ritz, la reprise d'une vieille chanson jazz, avec le producteur David Parker dans les studios de Hambourg. Une première tournée sous le nouveau style (pas de danse inspirés de Fred Astaire, performance en tenue de soirée) suit à travers la Suède. Taco provoque la controverse, car des danseurs sont peints en noir dans la vidéo d'accompagnement. Ce single lui permet d'aller le présenter partout en Europe et aux États-Unis. Les singles qui suivent Singin’ in the Rain et Cheek to Cheek n'ont pas le même succès.
En 1984, Taco et Parker enregistrent le deuxième album Let’s Face the Music à Hambourg. Suivent des apparitions à la télévision, des tournées à travers le Japon et les pays germanophones. Il remporté le Best Singer Award au Tokyo Music Festival. L'album ne répète pas le succès des débuts, le contrat chez RCA n'est pas renouvelé.
Taco revient chez Polydor en 1985 : l'idée de reprendre des chansons connues du temps du swing reprend, mais cette fois avec un big band au lieu de synthétiseurs. Le résultat est Swing Classics – In the Mood for Glenn Miller, deux autres singles, Heartbreak City et Superphysical Resurrection, l'annoncent à l'automne. En 1986 sort l'album Tell Me That You Like It, dans lequel, en plus de la pop, l'accent est mis sur la samba et de la bossa nova comme le Brésilien Jorge Ben Jor, qui interprète des parties en portugais (Mas que nada, Chove Chuva).
Après un autre changement de label, le single Got to Be Your Lover et l'album Love Touch sortent. Le succès déclinant fait revenir Taco au théâtre. Dans les années suivantes, il apparaît dans la série télévisée Das Erbe der Guldenburgs et dans le film Petits lapins (de)de Detlev Buck.
Il contribue une chanson pour la musique du film Go Trabi Go. En 1992, il est de nouveau chez Polydor, Tico Tico paraît. En 1994, il tient le rôle principal dans la comédie musicale Shakespeare Rock ’n’Roll, en 1998 au Berlin Metropol Theatre le rôle principal dans la comédie musicale Yesterday et simultanément sort un album. À la fin des années 1990, il travaille avec l'ancien chanteur de Kin Ping Meh Geff Harrison.
Une nouvelle chanson Timeless Love sort le 1er mars 2011, à l'origine écrite et produite par Edgar Rothermich et Matthias Muentefering à la fin des années 1980. Cet enregistrement studio, que Taco fait en duo avec la chanteuse Rozaa Wortham à Berlin, est remasterisé en 2010 aux États-Unis puis disponible en téléchargement avec l'autorisation de Taco.

## Discographie
Albums
- 1982 : After Eight
- 1984 : Let’s Face the Music
- 1984 : Swing Classics: In the Mood for Glenn Miller
- 1986 : Tell Me That You Like It
- 1988 : Love Touch

Singles
- 1981 : Träume brauchen Zeit
- 1982 : Puttin' On the Ritz
- 1982 : Singin’ in the Rain
- 1982 : Cheek to Cheek (Heaven)
- 1984 : Let’s Face the Music
- 1984 : Opera Rap
- 1984 : Pennsylvania 6-5000
- 1985 : Superphysical Resurrection
- 1985 : Heartbreak City
- 1986 : You’re My Answer to it All
- 1987 : Got to Be Your Lover
- 1991 : Lady of My Heart
- 1992 : Tico Tico
- 1999 : Puttin’ on the Ritz 2000
- 2011 : Timeless Love

## Source de la traduction
- (de) Cet article est partiellement ou en totalité issu de l’article de Wikipédia en allemand intitulé « Taco Ockerse » (voir la liste des auteurs).